# پاوو فایدک
پاوو فایدک (لهستانی: Paweł Fajdek، زاده ۴ ژوئن ۱۹۸۹) پرتاب‌گر چکش اهل لهستان است. از افتخارات وی میتوان وی می‌توان به کسب مدال طلا پرتاب چکش در مسابقات جهانی ۲۰۱۳ و ۲۰۱۵ اشاره کرد.